# Жёлтый флуоресцентный белок

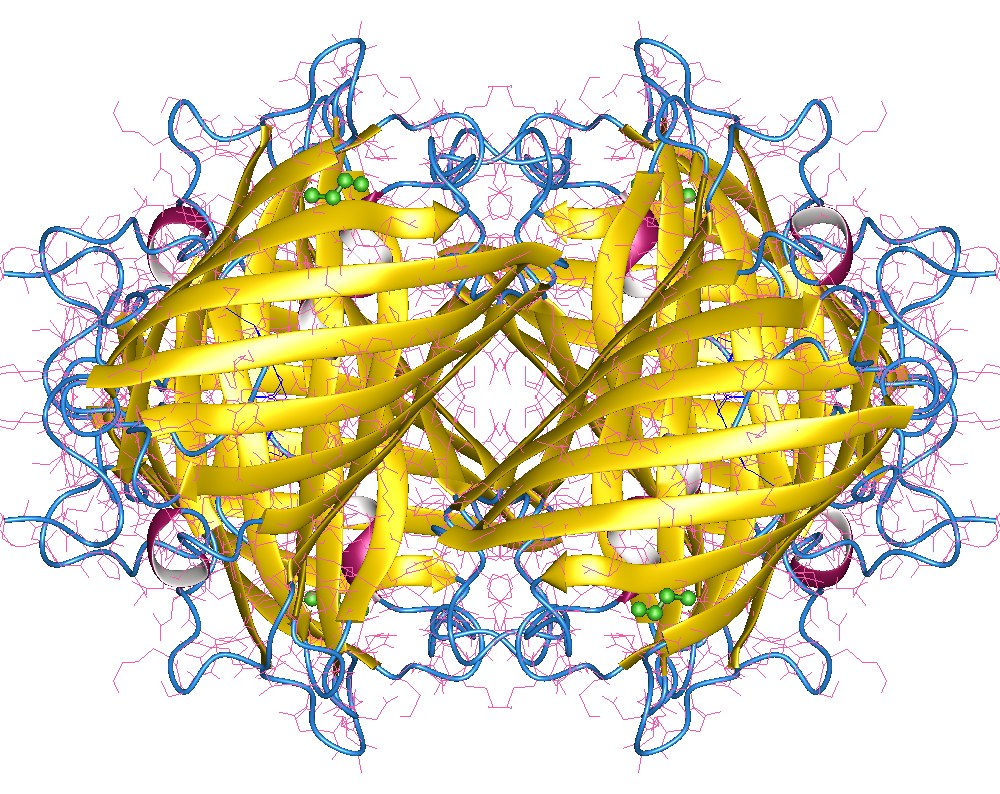
Жёлтый флуоресцентный белок из коралла Zoanthus.

Жёлтый флуоресцентный белок (англ. Yellow Fluorescent Protein) — генетическая мутантная форма зелёного флуоресцентного белка (GFP), выделенного из медузы эквореи Aequorea victoria. Характеризуется максимумом поглощения при 514 нм и максимумом флуоресценции при 527 нм. Широко используется в качестве флуоресцентной метки в клеточной и молекулярной биологии для изучения экспрессии клеточных белков. Кроме него разработана серия других мутантных форм GFP, таких как синий, циановый и др.

## Применение для FRET
Спектр поглощения YFP довольно сильно пересекается со спектром флуоресценции CFP (англ. Cyan Fluorescent Protein), поэтому эти два флюорофора используются для создания биосенсоров, в основе работы которых лежит явление Фёрстеровского переноса энергии (FRET). Такие сенсоры используются для выявления определённых событий, происходящих в живых клетках. В частности, таким образом можно определять активность ферментов.
Как правило, молекула такого сенсора включает в себя 4 домена:
1. белок, являющийся носителем сенсора (это может быть практически любой белок);
2. флюорофор CFP;
3. домен, меняющий свою структуру в ответ на определённое воздействие (например, фосфорилирование);
4. флюорофор YFP.

При облучении такого сенсора лазером с длиной волны, возбуждающей только CFP (например, 440 нм — почти не возбуждает YFP, но сильно возбуждает CFP), можно наблюдать флуоресценцию обоих флюорофоров. После соответствующего воздействия на домен 3 происходит изменение структуры сенсора, в результате чего флюорофор YFP отдаляется от CFP и эффективность Фёрстеровского переноса падает (в зависимости от того, на какое расстояние флюорофоры были отдалены друг от друга). В результате интенсивность флуоресценции CFP возрастает, а YFP — падает. Таким образом, по отношению флуоресценции YFP к флуоресценции CFP можно количественно оценить изменение конформации биосенсора.